# Josep Maria Solé i Sabaté
Josep Maria Solé i Sabaté (Lérida, 1950) es un historiador español, especializado en la guerra civil española y su posguerra. También ha dirigido y presentado programas de radio y televisión, con tertulias sobre la actualidad o sobre la historia reciente de Cataluña.
Es doctor en Historia por la Universidad de Barcelona y licenciado en Filosofía. Actualmente ejerce de profesor de Historia contemporánea en la Universidad Autónoma de Barcelona. Solé i Sabaté es autor de 14 libros sobre la Guerra Civil y la posguerra. Obtuvo el Premio de Investigación del Congreso de Cultura Catalana. Fue delegado del Centro de Historia Contemporánea de Cataluña en la recuperación de la documentación catalana en el exilio (1985-1991). Su última obra ha sido la dirección del estudio en tres volúmenes "Història de la Generalitat de Catalunya i els seus presidents" (Historia de la Generalidad de Cataluña y sus presidentes). Fue el primer director del Museo de Historia de Cataluña, entre 1996 y 2000.
Fue director y presentador del programa de radio Postres de músic, un programa de tertulias sobre la actualidad política y cultural de Cataluña, en Catalunya Ràdio, hasta que lo cesaron, en 2004
En 2006 la Generalidad de Cataluña le nombró coordinador general del Consorcio Memorial de los Espacios de la Batalla del Ebro.